# Старостинські селяни
Старостинські селяни — селяни старостинських маєтностей у Королівстві Польському, Великому князівстві Литовському, Речі Посполитій та на інкорпорованих до їх складу українських землях. Перебували в особистій, поземельній і судово-адміністративній залежності. Поділялися на кілька груп залежно від розмірів земельного держання, кількості тягла та величини й характеру повинностей. Значну роль у майновому розшаруванні селян королівщин західноукраїнських земель відігравали промисли. Як держателі земельного наділу зобов'язані були до виконання відробіткової (панщина), продуктової (оброк), грошової (чинш) ренти. Розміри відробітків, насамперед, залежали від площі земельного наділу. Суттєвий вплив на розміри і зміст відробіткових повинностей могли мати такі фактори, як наявність тягла, кількість робочих рук у селянській родині, загальний стан господарства та потреби фільварка. Домінуючу роль у структурі відробіткових повинностей відігравала регулярна панщина, абсолютні показники якої з розвитком фільваркової системи зростали. Проте з часом підвищення рівня визиску відбувалося за рахунок регламентації панщини та збільшення додаткових відробітків. На противагу підданим приватних та церковних володінь С.с. користувалися більшою особистою свободою. Рівень їхнього визиску був дещо нижчим і контролювався королівською адміністрацією через періодичні інвентаризації (див. Інвентарі) та люстрації і через діяльність спочатку Асесорського, а з 1580-х рр. — відокремленого від нього Референдарського (у справах селян королівщин) суду. Можливість сільських громад у випадку зловживань старост і держателів звернутися до суду, отримати королівську охоронну грамоту-ґлейт сприяла орг. консолідації та зростанню самосвідомості С.с. Проте громади східних українських староств практично не зверталися до названих судових інституцій. Значну питому вагу в структурі повинностей займав чинш (за люстрацією 1765 в королівщинах Київського воєводства 80 % підданих сплачували лише грошову ренту). Доволі часто мали місце випадки заміни відробіткових повинностей грошовими виплатами (найчастіше в маєтках, розташованих неподалік крупних торгових центрів та в передгір'ях і гірських регіонах), що сприяло розвиткові селянської ініціативи. Контакти С.с. з ринком, пошук альтернативних джерел прибутків (торгівля, промисли) вели до швидкого майнового розшарування і створювали умови для капіталістичної перебудови села. Зміні становища С.с. сприяв закон 1791 про продаж королівщин, який проголошував право на вічне спадкове держання землі, а для тих, хто її не мав і не був пов'язаний контрактними угодами, особисту свободу.